# Bite Me
Bite Me è un singolo della cantante canadese Avril Lavigne, pubblicato il 10 novembre 2021 come primo estratto dal suo settimo album in studio Love Sux.

## Pubblicazione
Avril Lavigne ha annunciato Bite Me sui suoi account Instagram e Twitter il 5 novembre 2021, confermando titolo e data di pubblicazione e condivendo la copertina e un link per pre-salvare il brano. Il giorno successivo ha pubblicato su TikTok un video in cui si esibisce con Travis Barker, contenente una breve anteprima del brano.
Il successivo 17 dicembre la cantante ha pubblicato una versione acustica della canzone, insieme a un nuovo video musicale.

## Video musicale
Intervistata per Audacy Music, Avril Lavigne ha dichiarato che il video musicale è stato diretto da Hannah Lux Davis.

## Tracce
Testi e musiche di Avril Lavigne, Derek Smith, John Feldmann, Christopher Comstock e Omer Fedi.
1. Bite Me – 2:39

Versione acustica
1. Bite Me (Acoustic) – 3:09

## Classifiche
| Classifica (2021-22) | Posizione massima |
| -------------------- | ----------------- |
| Canada               | 63                |
| Irlanda              | 87                |
| Regno Unito          | 61                |
| Stati Uniti          | 120               |
| Ungheria             | 25                |

## Date di pubblicazione
| Paese                 | Data di pubblicazione | Formato                      | Note   |
| --------------------- | --------------------- | ---------------------------- | ------ |
| Mondo                 | 10 novembre 2021      | Download digitale, streaming | [ 13 ] |
| Stati Uniti d'America | 16 novembre 2021      | Alternative radio            | [ 14 ] |